# Heo Jung-han
Heo Jung-han (* 25. April 1977 in Masan) ist ein südkoreanischer Karambolagespieler und Weltcup-Gewinner im Dreiband.

## Karriere
2013 gewann Heo mit seinem Teamkollegen Kim Kyung-roul bei der Dreiband-Weltmeisterschaft für Nationalmannschaften in Viersen die Bronzemedaille, zwei Jahre später Silber mit Cho Jae-ho. Im Dezember 2016 gewinnt Heo im ägyptischen el-Guna seinen ersten Weltcup-Titel. Im Finale schlug er den Jahressieger Dick Jaspers aus den Niederlanden mit 40:29. Für die eher als zurückhaltend geltenden Asiaten untypisch küsste er nach seinem ersten internationalen Turniersieg seinen Queue und den Tisch. Beim vierten Weltcup 2017 in Porto gewann er, gemeinsam mit Lütfi Çenet aus der Türkei, die Bronzemedaille. Nach einer 20-monatigen, internationalen Spielpause aufgrund der COVID-19-Pandemie erreichte er im November 2021 im niederländischen Veghel das Finale gegen den Spanier Daniel Sánchez, verlor aber knapp mit 42:50 und erhielt damit seine erste Silbermedaille bei dieser Turnierserie, seine Dritte insgesamt.

## Privates
Heo lebt mit seiner Frau Jung Moon-Young und den zwei Kindern (Sohn und Tochter) in Gimpo in der Nähe von Seoul.

## Erfolge

### International
- Dreiband-Weltmeisterschaft für Nationalmannschaften:  2015  2013
- Dreiband-Weltcup  2016/7, 2024/3  2021/1  2017/4
- Dreiband Challenge Masters:  2019/2

### National
- Plus Five special match Tournament:  2008
- Sang-Chun LEE Tournament:  2009
- Hanbat plus five Tournament:  2009
- Korea Olympic Committee Festival:  2011
- Busan Tournament (2013):  2013
- Ministry of Culture, Sports and Tourism Cup Dreiband-Turnier, (Südkorea):  2013[2][3]